# Vamo' arriba
Vamo' arriba es un programa de televisión uruguayo de género magacín, producido por Sinapsis Productora de Ideas y emitido por Canal 4 desde el 3 de diciembre de 2018. Es conducido por Gastón Rusito González, Giannina Silva, Federico Paz y el chef Marcelo Bornio.

## Historia
El programa inició el día 3 de diciembre de 2018, como parte de una renovación y estructuración de la programación matutina de Canal 4. El primer invitado del programa fue Julio "Kanela" Sosa.
El programa cuenta con las siguientes secciones:
- Jenga Vila: Andy Vila conduce este juego donde ella y el invitado deben jugar al Jenga.
- Sal o Pimienta: Los televidentes del programa se comunican para jugar y participar por un premio en efectivo de $20.000. Conducido por el "Rusito" González.
- Móvil en vivo: Pablo Magno sale en el programa desde distintos puntos de la ciudad en vivo.

En 2021, Pablo Magno se alejó del programa, después de que finalizara el ciclo Agitando, también emitido por la cadena. Desde agosto de ese año, se emite una versión dominical titulada Vamo' arriba que es domingo con la conducción de Luis Alberto Carballo, Analaura Barreto y Alejandro Sonsol. A mediados de diciembre de 2022 se anunció que Andy Vila se apartaría de la conducción, siendo 16 de diciembre su última aparición al aire. Ese mismo día se presentó a la modelo y comunicadora Giannina Silva como su reemplazo.

## Equipo

### Conducción
- Gastón González (2018-presente)
- Federico Paz (2018-presente)
- Andy Vila (2018-2022)
- Giannina Silva (2023-presente)

### Cocina
- Marcelo Bornio (2018-presente)

### Móviles
- Pablo Magno (2018-2021)
- Anahí Lange (2021-presente)

## Versión dominical
Debido al buen recibimiento del programa y a un nuevo cambio en la programación del canal, el 21 de agosto del año 2021 se estrenó la versión dominical del programa, titulada Vamo' arriba que es domingo. La misma cuenta con la conducción de los comunicadores Luis Alberto Carballo, Rosina Benenati y Alejandro Sonsol. La primera emisión fue líder en audiencia promediando 6,4 puntos según Kantar Ibope Media.